# فوج الإمام موسى الكاظم
فوج الإمام موسى الكاظم هو أول تشكيل عسكري في الجيش العراقي أسس نواة له في  6 كانون ثاني / يناير عام 1921، وكان ذلك بفعل أول حكومة عراقية بعد الاحتلال البريطاني للعراق تشكلت نتيجة ثورة العشرين، وقبل تتويج فيصل الأول ملكًا على العراق في 23 أغسطس من عام 1921، وقد تألف من ضباط عراقيين سابقين كانوا يعملون في الجيش العثماني وكانت ثكنة الخيالة في الكاظمية في العاصمة بغداد مقراً له، نقل بعدها إلى خان الكابولي في الكاظمية وفي 17 آذار 1921 نقل مرة أخرى إلى مدينة الحلة، شكِل بعد ذلك فوج اخر في بغداد.